# Armando Araújo
Armando Bento de Araújo Filho (Ribeirão Preto, São Paulo, 6 de abril de 1949 - Macau, 27 de maio de 2024), também conhecido por Armandinho, foi um compositor e músico brasileiro, baterista e percussionista de jazz.
O gosto e vocação para a música vieram da parte do pai que também foi músico, tocava guitarra e cavaquinho, no Brasil. O pai, Armando Bento de Araújo, que também era conhecido pelo diminutivo Armandinho, morreu aos 101 anos em 2017, e foi o autor do livro "Primeiro Método para Cavaquinho por Música". Tocou na rádio, em orquestras e acompanhou artistas como Orlando Silva, Francisco Alves, Nelson Gonçalves, Elizeth Cardoso, Garoto, Carmen Miranda, Aracy de Almeida, Sílvio Caldas, Odete Amaral, Dalva de Oliveira ou Hebe Camargo, representantes da era de ouro da rádio brasileira, que foram alguns dos grandes nomes da cultura popular do país, tendo sido homenageado pelo projeto Choro da Casa.
A mãe de Armando Araújo, Natalice, conhecida pelo nome artístico Áurea Moreno, foi uma cantora brasileira que arrecadou alguma notoriedade, principalmente no final dos anos de 1950.

## Biografia
Natural do Brasil, Armando Araújo radicou-se em Macau no final dos anos de 1970. Já durante a década de 1980 foi um dos membros mais ativos do Jazz Club de Macau, formalmente fundado em julho de 1985.
Contudo, o músico dividiu a sua carreira entre Macau, o Brasil e o Japão. Em Macau integrou a banda The Bridge que era, precisamente, a banda residente do Jazz Club de Macau.
Nos anos de 1980, com Macau sob Administração Portuguesa, e aproveitando a sua habilidade na bateria, o músico brasileiro chegou a ser tamborileiro em diversas corridas de barcos-dragão.
Tocou com o flautista e saxofonista português Rão Kyao, em Macau, e com a cantora nipo-brasileira Lisa Ono, no Japão. Tocou ainda com nomes consagrados do jazz japonês como o saxofonista Hidefumi Toki (1950-2021) e o compositor e pianista Naoya Matsuoka (1937-2014). Armandinho chegou também a tocar bateria com músicos vindos de Portugal naquele que foi considerado o primeiro festival de jazz de Macau, nos anos de 1980.
Em 2017, depois de ter deixado de tocar regularmente e apresentando já alguns sinais de saúde débil, Armandinho participou em algumas jam sessions “Macau Jazz - Sunday Sessions” no Live Music Association (LMA), em Macau.
Em 2020, um grupo de mais de 25 músicos de Macau prestou homenagem ao lendário baterista com uma festa no espaço D2.
Ao Brasil, nunca mais voltou depois de 1989, conforme confessou, com mágoa, a um jornal de Macau durante a pandemia de Covid-19.
Nos últimos anos, enfrentou vários problemas de saúde, estava afastado dos palcos e a viver no Lar de Nossa Senhora da Misericórdia, em Macau. Morreu no dia 27 de maio de 2024, aos 75 anos.

## Discografia
Armando Araújo está creditado em diversos discos na qualidade de baterista ou percussionista, de onde se destacam:
- 1979 - "Fiesta Fiesta" - Naoya Matsuoka & Wesing, Discomate, Japão
- 1981 - "Brasil" - Hidefumi Toki & Samba Friends, Sony Music, Japão
- 1985 - "Xing For Sound" - Hidefumi Toki, Xing By Scoop, Japão
- 1990 - "Nanã" - Lisa Ono, Midi Inc., Japão
- 1999 - "Coleção - The Collection" - Lisa Ono, Midi Inc., Japão
- 2023 - "Amor pela Bossa Nova -The Best of Lisa Ono - Mar e Céu", Sony Music, Japão